# 腰堡街道
腰堡街道，是中华人民共和国黑龙江省哈尔滨市呼兰区下辖的一个乡镇级行政单位。

## 行政区划
腰堡街道下辖以下地区：
腰堡社区、松花江社区、腰堡村、永丰村、水师村、兰河村、靠山村和大卜村。